# Montes Cárpatos
Los montes Cárpatos son un sistema montañoso de Europa oriental que forma un gran arco de 1500 km de longitud y unos 150 km de anchura media, a lo largo de las fronteras de Austria, República Checa, Eslovaquia, Polonia, Ucrania, Rumania, Serbia y norte de Hungría, lo que le convierte en la segunda cordillera más larga de Europa tras los Alpes escandinavos, con 1700 km. En los Cárpatos se encuentran las mayores poblaciones europeas de oso pardo, lobo europeo, gamuzas y linces, con la mayor concentración en Rumania, y más de un tercio de todas las especies de plantas de Europa. Los Cárpatos y su piedemonte también concentra aguas termales y minerales. Rumania alberga un tercio del total europeo de estas aguas y es el segundo país con mayor superficie de bosques vírgenes del continente tras Rusia, con 250 000 hectáreas (65 %), de las cuales la mayor parte se encuentra en los Cárpatos. Los Cárpatos meridionales constituyen la superficie sin fragmentar más grande de Europa.
El sistema montañoso está formado por cordilleras que forman un arco desde la República Checa (3 %) al noroeste hacia Eslovaquia (17 %), Polonia (10 %), Hungría (4 %) y Ucrania (11 %) hasta Rumania (53 %) al este y en las Puertas de Hierro en el Danubio entre Rumania y Serbia (2 %) al sur. La cordillera más alta de los Cárpatos son las Tatras, en la frontera entre Polonia y Eslovaquia, donde su pico más alto supera los 2600 metros. La segunda cima más alta se encuentra en los Cárpatos orientales rumanos con 2500 metros.
Los Cárpatos están normalmente divididos en tres partes principales: los Cárpatos occidentales (República Checa, Polonia y Eslovaquia), los centrales (sudeste de Polonia, este de Eslovaquia, Ucrania y Rumania) y los orientales (Rumania y Serbia). Las ciudades más importantes de los Cárpatos son Bratislava y Košice, en Eslovaquia; Cracovia en Polonia; Cluj-Napoca, Sibiu y Braşov en Rumania; y Miskolc en Hungría.

## Toponimia

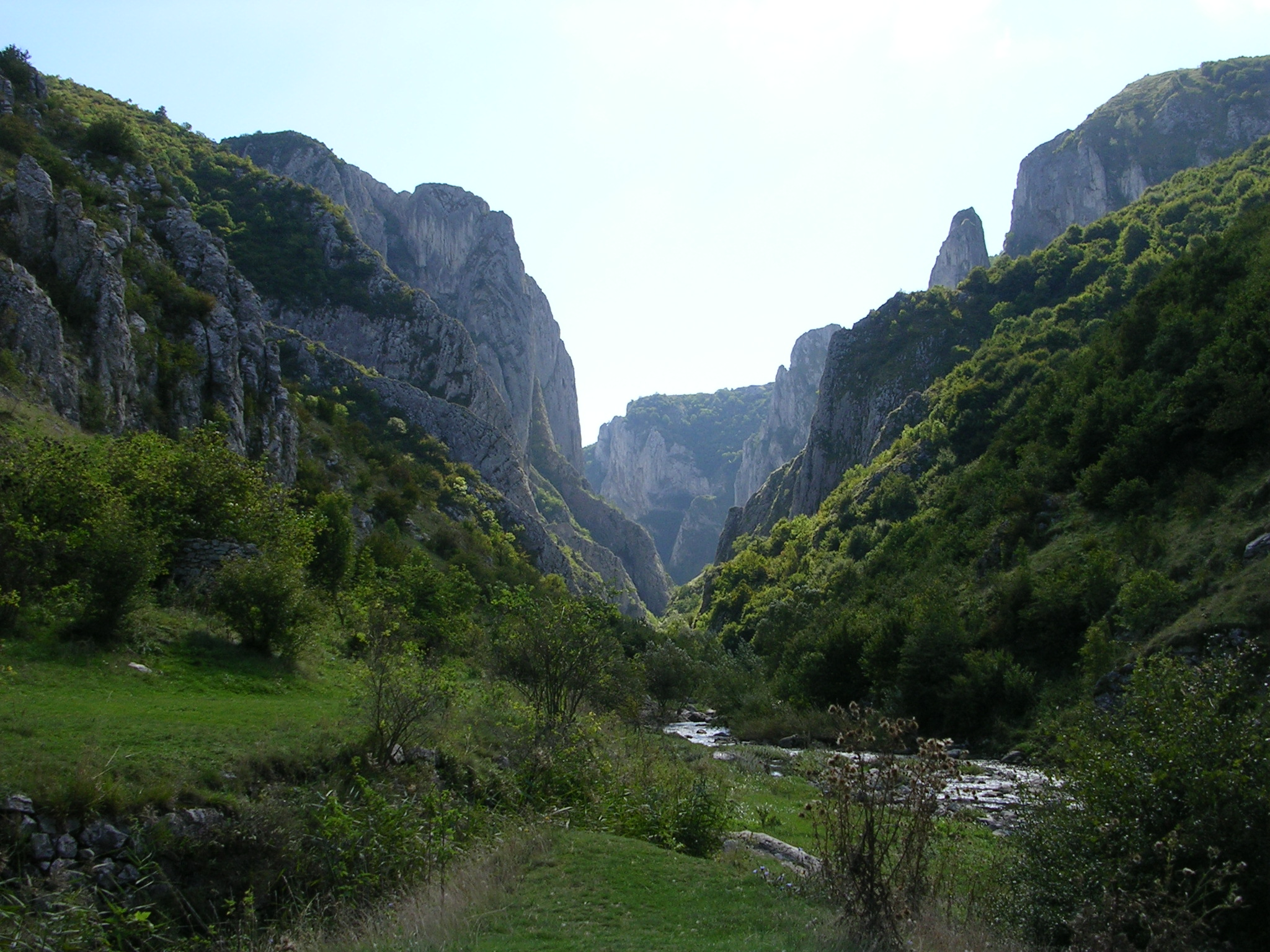
Cheile Turzii cerca de Cluj-Napoca en Transilvania.

Los nombres de los Cárpatos en los idiomas centroeuropeos son: alemán y neerlandés: Karpaten; checo, polaco, y eslovaco: Karpaty; serbio: Карпати / Karpati; húngaro: Kárpátok; rumano: Carpați; y ucraniano: Карпати (Karpaty).
El nombre se deriva muy probablemente de los carpos, una tribu de los dacios que, según atestigua Zósimo en los últimos documentos del Imperio romano, habitó en las laderas de los Cárpatos del Este hasta el año 381. Otra teoría sostiene que el nombre de la tribu pudo derivar del nombre de las montañas. El “Karpetes conocido” puede provenir en última instancia de la raíz protoindoeuropea *sker-/*ker- , de la cual deriva la palabra albanesa “karpë” (roca), quizás por una palabra del dacio que significaba la “montaña”, la “roca”, o “rugoso”. En los últimos documentos romanos, se hacía referencia a las montañas cárpatas del este como Montes Sarmatici. Los Cárpatos occidentales fueron llamados Carpates. La primera mención conocida de Carpates aparece en la geografía de Claudio Ptolomeo.. En los documentos húngaros oficiales de los siglos XIII y XIV, los Cárpatos se nombran Thorchal o Tarczal, o el latinismo Montes Nivium.

## Geografía

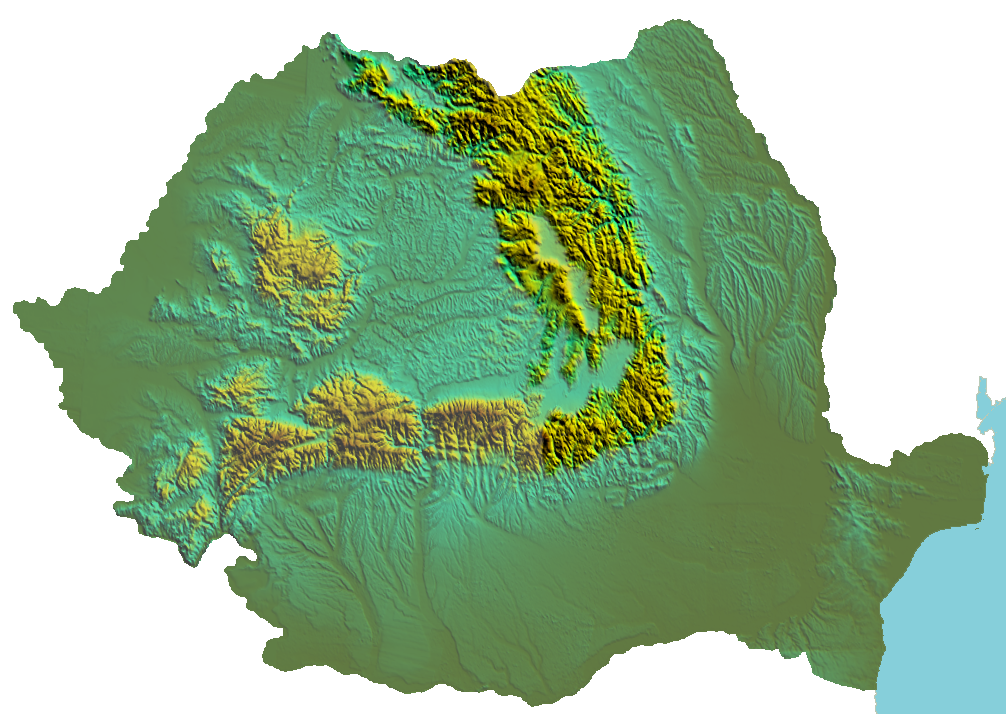
Más contrastados en esta imagen: los Cárpatos Rumanos Orientales.

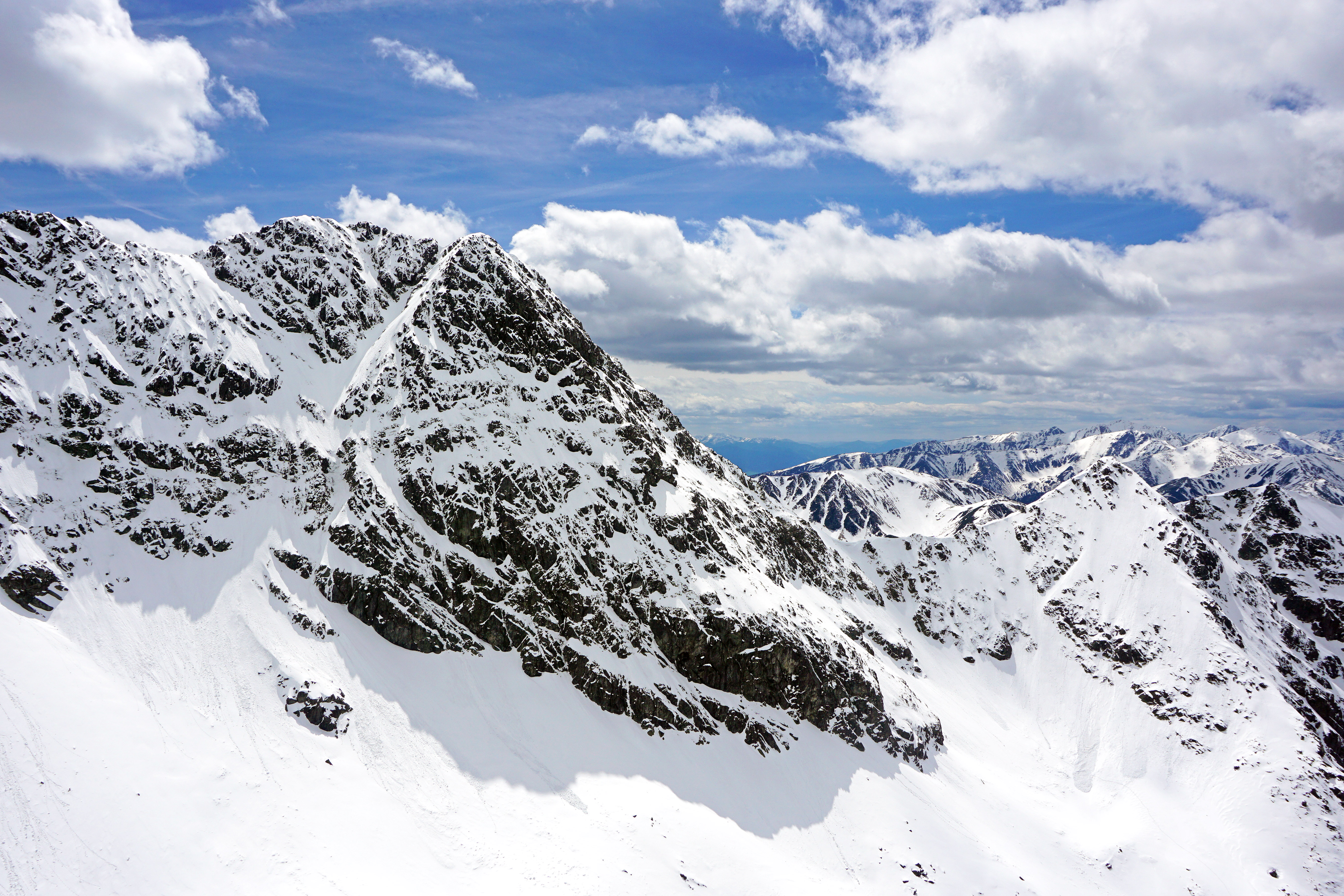
Świnica en el Alto Tatra (Polonia).

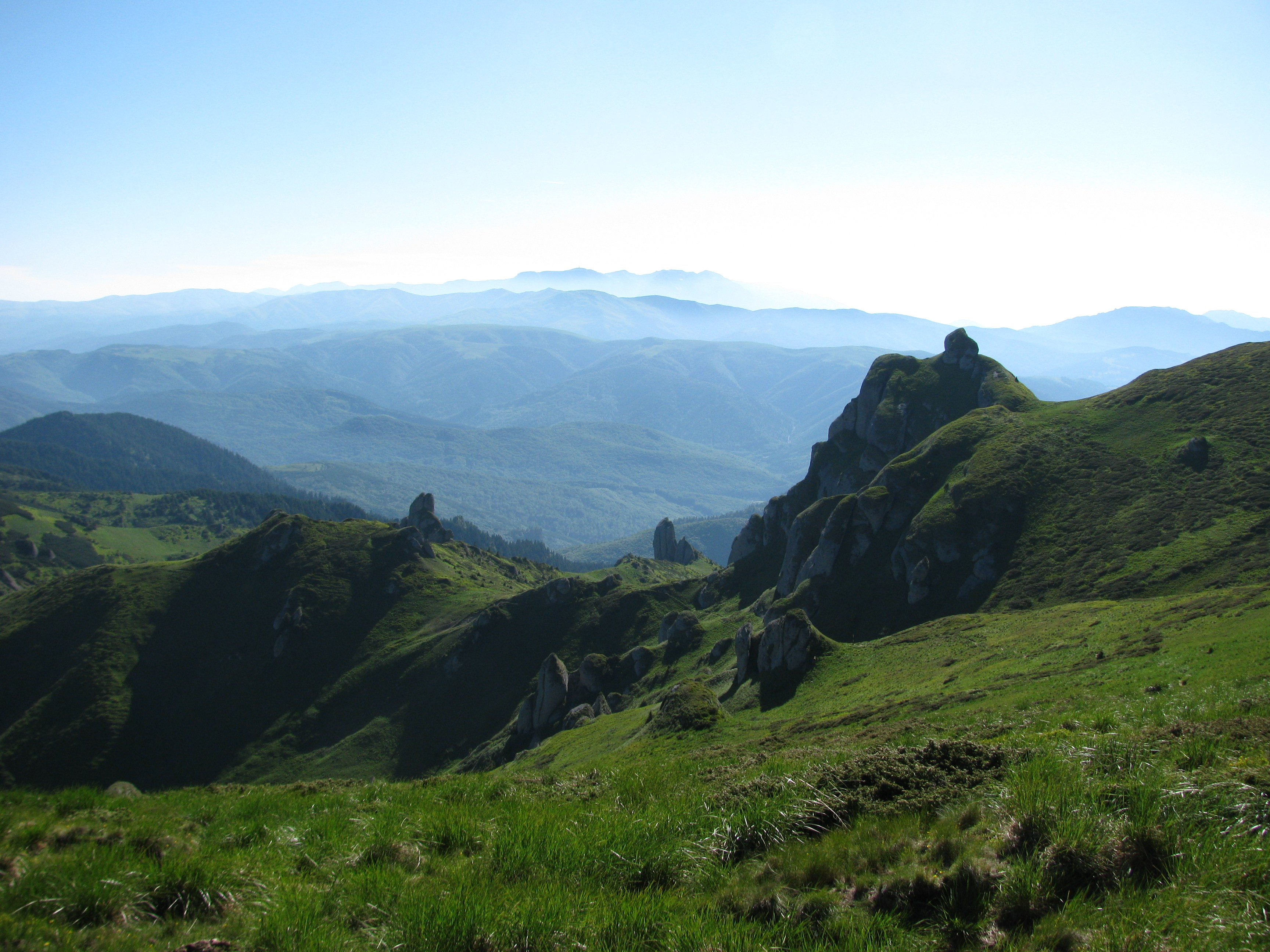
Montes Ciucaș, en la Curvatura de los Cárpatos de Rumania.

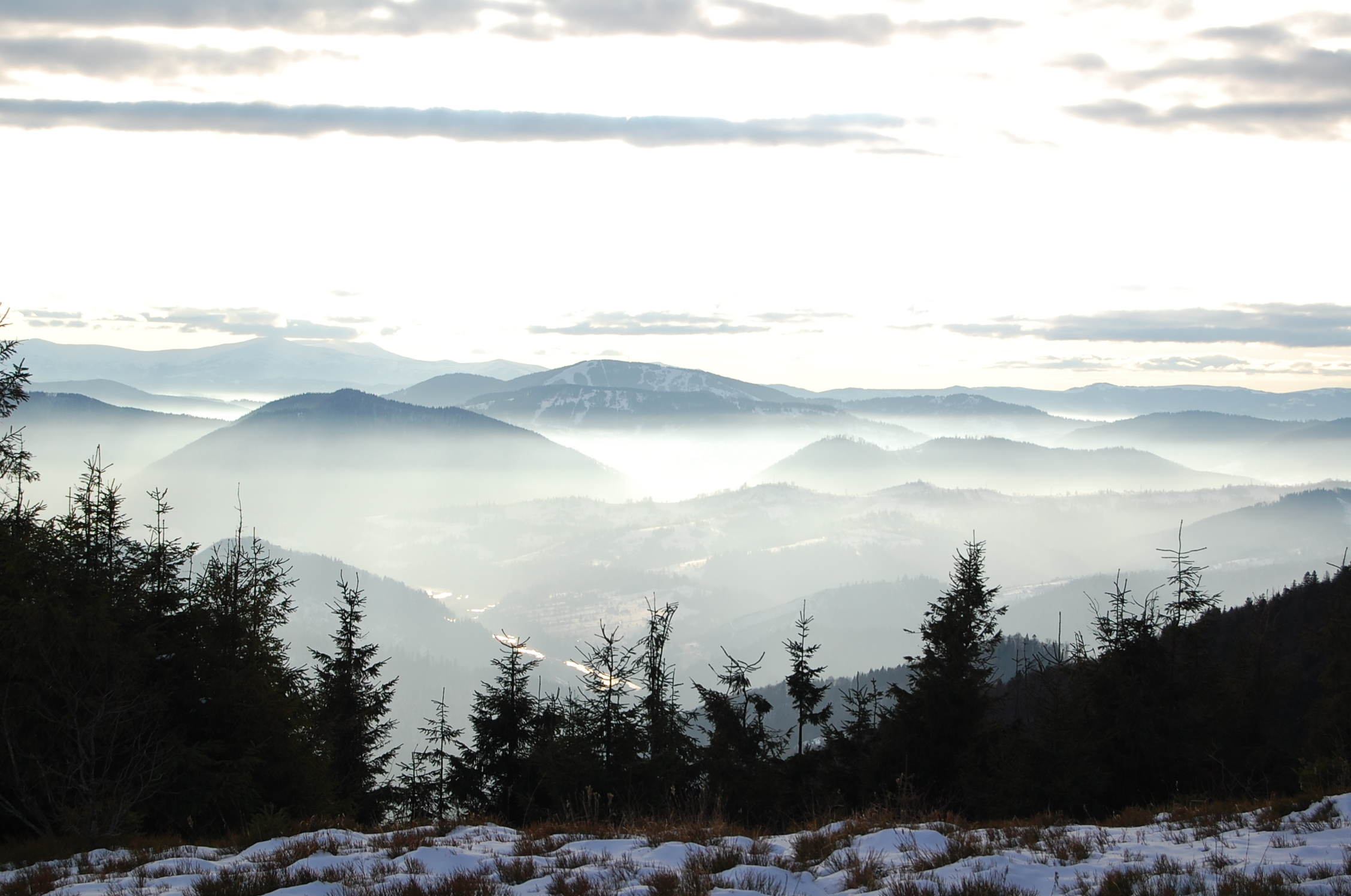
Los Cárpatos en el extremo occidental de Ucrania.

Mapa topográfico de los Cárpatos, que se extienden por varios países del centro y este de Europa.

Los Cárpatos comienzan en el Danubio cerca de Bratislava. Rodean Transcarpatia y Transilvania en un semicírculo grande, barriendo hacia el sudoeste, y finalizan en el Danubio cerca Orşova, en Rumania de modo que las Puertas de Hierro separan a los Cárpatos de los Montes Balcanes.
La longitud total de los Cárpatos es de unos 1500 kilómetros. La anchura de la cadena de estas montañas varía entre 12 y 500 kilómetros. La anchura más grande de los Cárpatos corresponde a su mayor altura. El sistema alcanza su máxima anchura en la meseta de Transilvania, y en el meridiano de los Montes Tatras (la cota más elevada o cumbre de los Cárpatos está en el Gerlachovský štít, a 2655 m sobre el nivel del mar en el territorio eslovaco). El área de los Cárpatos cubre una extensión de unos 190 000 km², y después de los Alpes, es el sistema montañoso más extenso de Europa. Aunque habitualmente se hace referencia a ellos como una cadena montañosa, los Cárpatos no forman realmente una sucesión ininterrumpida de montañas. Más bien son varios grupos orográfica y geológicamente distintos, presentando una variedad estructural comparable a la de los Alpes.
Los Cárpatos, que solamente en algunos lugares logran una altitud sobre de 2500 m, carecen de los grandes glaciares, las abruptas cimas, las extensas superficies nevadas y los numerosos e inmensos lagos que son comunes en los Alpes. Ningún área de la sierra cárpata tiene nieves perpetuas, y no hay glaciares. Los Cárpatos en su zona de mayor altitud únicamente alcanzan una altura como la de la región media de los Alpes, con la que comparten un aspecto común, clima, y flora.
Los Cárpatos están separados de los Alpes por el río Danubio. Las dos cadenas montañosas se cruzan solamente en un punto: montañas del Leitha en Bratislava. El citado río también separa las de Stara Planina, o Montes Balcanes en Orşova, zona del desfiladero de las Puertas de Hierro en Rumania.
El valle del Oder y las Puertas de Moravia (o Moravská Brana) separan los Cárpatos de las cadenas montañosas de Silesia y Moravia, que pertenecen al ala media del gran macizo central Europeo. A diferencia de las otras alas del sistema, los Cárpatos, que forman la línea divisoria de las aguas entre los mares norteños (mar del Norte, mar Báltico) y el mar Negro, están rodeados por todos los lados por llanuras, a saber la llanura panónica en el sudoeste, el llano del Danubio más bajo (Rumania) en el sur, y el llano galitsiano en el nordeste.
La cadena montañosa sirvió de frontera para diversos estados, como el reino de los Magiares, el Imperio austrohúngaro y el Imperio romano.

### Picos más altos
En esta lista se incluyen las cimas más altas de los Cárpatos (aquellas superiores a 2500 metros), su altura, división geológica y ubicación.
| Cima                   | División geológica | País                | Distrito                    | Altura (m) |
| Gerlachovský štít      | Alto Tatra         | Eslovaquia          | Región de Prešov            | 2,655      |
| Gerlachovská veža      | Alto Tatra         | Eslovaquia          | Región de Prešov            | 2,642      |
| Lomnický štít          | Alto Tatra         | Eslovaquia          | Región de Prešov            | 2,633      |
| Ľadový štít            | Alto Tatra         | Eslovaquia          | Región de Prešov            | 2,627      |
| Pyšný štít             | Alto Tatra         | Eslovaquia          | Región de Prešov            | 2,623      |
| Zadný Gerlach          | Alto Tatra         | Eslovaquia          | Región de Prešov            | 2,616      |
| Lavínový štít          | Alto Tatra         | Eslovaquia          | Región de Prešov            | 2,606      |
| Malý Ľadový štít       | Alto Tatra         | Eslovaquia          | Región de Prešov            | 2,602      |
| Kotlový štít           | Alto Tatra         | Eslovaquia          | Región de Prešov            | 2,601      |
| Lavínová veža          | Alto Tatra         | Eslovaquia          | Región de Prešov            | 2,600      |
| Malý Pyšný štít        | Alto Tatra         | Eslovaquia          | Región de Prešov            | 2,591      |
| Veľká Litvorová veža   | Alto Tatra         | Eslovaquia          | Región de Prešov            | 2,581      |
| Strapatá veža          | Alto Tatra         | Eslovaquia          | Región de Prešov            | 2,565      |
| Kežmarský štít         | Alto Tatra         | Eslovaquia          | Región de Prešov            | 2,556      |
| Vysoká                 | Alto Tatra         | Eslovaquia          | Región de Prešov            | 2,547      |
| Moldoveanu             | Montes Făgăraș     | Rumania             | Argeș                       | 2,544      |
| Negoiu                 | Montes Făgăraș     | Rumania             | Sibiu                       | 2,535      |
| Viştea Mare            | Montes Făgăraș     | Rumania             | Brașov                      | 2,527      |
| Lespezi                | Montes Făgăraș     | Rumania             | Sibiu                       | 2,522      |
| Parângu Mare           | Montes Parâng      | Rumania             | Alba, Gorj, Hunedoara       | 2,519      |
| Peleaga                | Montes Retezat     | Rumania             | Hunedoara                   | 2,509      |
| Păpușa                 | Montes Retezat     | Rumania             | Hunedoara                   | 2,508      |
| Vânătoarea lui Buteanu | Montes Făgăraș     | Rumania             | Sibiu                       | 2,507      |
| Cornul Călţunului      | Montes Făgăraș     | Rumania             | Sibiu                       | 2,505      |
| Omu                    | Montes Bucegi      | Rumania             | Prahova, Brașov, Dâmboviţța | 2,505      |
| Bucura Dumbravă        | Montes Bucegi      | Rumania             | Prahova, Brașov, Dâmboviţța | 2,503      |
| Rysy                   | Alto Tatra         | Eslovaquia, Polonia |                             | 2,503      |
| Dara                   | Montes Făgăraș     | Rumania             | Sibiu                       | 2,500      |

### Puertos de montaña
En la parte rumana de los Cárpatos, los puertos o pasos de montaña más importantes son (comenzando desde la frontera ucraniana) el puerto Prislop, el Rodna, el desfiladero del Borgo (también conocido como Tihuţa), el Tulgheş, el cañón Bicaz, el puerto Ghimeş, el Uz y el Oituz, el paso de Buzău, el de Predeal (cruzado en tren desde Braşov a Bucarest), el paso de Turnu Roşu (que cruza a través de la estrecha garganta del río Olt y que cruza el tren desde Sibiu a Bucarest), el paso de Vulcan, el de Teregova y las Puertas de Hierro (cruzadas en tren desde Timişoara a Craiova).
A continuación se enlistarán los principales pasos de montaña tomando como referencia mapas digitales, mapas impresos e instrumentos en línea.
| Nombre                   | País       | Carretera                | Pavimento | Sistema Montañoso     | Altitud | Coordenadas                                    |
| ------------------------ | ---------- | ------------------------ | --------- | --------------------- | ------- | ---------------------------------------------- |
| Pasul Lezer              | Rumania    |                          | No        | Cárpatos meridionales | 2357    | N/A                                            |
| Pasul Urdele             | Rumania    | Transalpina(DN67C)       | Si        | Cárpatos meridionales | 2145    | 45°20′41″N 23°39′12″E / 45.3446033, 23.6533351 |
| Pasul Nedeia             | Rumania    |                          | No        | Cárpatos meridionales | 2085    | N/A                                            |
| Pasul Bâlea              | Rumania    | Carretera Transfăgărășan | Si        | Cárpatos meridionales | 2042    | 45°36′20″N 24°36′11″E / 45.6056218, 24.6029354 |
| Pasul Preotesele         | Rumania    |                          |           | Cárpatos meridionales | 1998    | N/A                                            |
| Șaua Grădișteanu         | Rumania    |                          | No        | Cárpatos meridionales | 1954    | N/A                                            |
| Pasul Petrimanu          | Rumania    |                          | No        | Cárpatos meridionales | 1940    | N/A                                            |
| Frătoșteanu Mare         | Rumania    |                          | No        | Cárpatos meridionales | 1915    | N/A                                            |
| Saua Baiului             | Rumania    |                          | No        | Cárpatos meridionales | 1764    | 45°23′31″N 25°37′03″E / 45.3919037, 25.6175009 |
| Pasul Tartarau           | Rumania    | Transalpina(DN67C)       | Si        | Cárpatos meridionales | 1718    | 45°27′56″N 23°37′38″E / 45.4655167, 23.6272855 |
| Pasul Harghita-Madarasi  | Rumania    |                          | No        | Cárpatos centrales    | 1650    | 46°26′33″N 25°33′45″E / 46.4425476, 25.5625871 |
| Pasul Vulcan             | Rumania    | ruta 664                 | Si        | Cárpatos meridionales | 1621    | 45°17′57″N 23°18′18″E / 45.2990596, 23.3051112 |
| Curmătura Olteţului      | Rumania    |                          | No        | Cárpatos meridionales | 1610    | N/A                                            |
| Pasul Groapa Seaca       | Rumania    | 7A                       | Si        | Cárpatos meridionales | 1595    | N/A                                            |
| Pasul Curmatura Vidrutei | Rumania    | 7A                       | Si        | Cárpatos meridionales | 1571    | 45°25′42″N 23°47′37″E / 45.428265, 23.7937236  |
| Pasul Prislop            | Rumania    | carretera 18             | Si        | Cárpatos centrales    | 1400    | 47°36′33″N 24°50′50″E / 47.6090745, 24.8472399 |
| Pasul Padis              | Rumania    | ruta 763                 | Si        | Cárpatos meridionales | 1330    | 46°35′46″N 22°43′50″E / 46.5961893, 22.7305572 |
| Pasul Ursoaia            | Rumania    | 1R                       | Si        | Cárpatos meridionales | 1305    | 46°32′12″N 22°52′32″E / 46.5367961, 22.8755252 |
| Pasul Predelus           | Rumania    | carretera 1021           | Si        | Cárpatos meridionales | 1298    | 45°27′57″N 25°44′57″E / 45.4657096, 25.7492408 |
| Pasul Bucin              | Rumania    | 13B                      | Si        | Cárpatos centrales    | 1281    | 46°39′14″N 25°17′16″E / 46.6538509, 25.2877925 |
| Pasul Rotunda            | Rumania    | ruta 17D                 | Si        | Cárpatos centrales    | 1280    | 47°32′33″N 25°00′28″E / 47.5423996, 25.0077433 |
| Pasul Rucar              | Rumania    | E574/73                  | Si        | Càrpatos meridionales | 1270    | 45°25′26″N 25°14′31″E / 45.423827, 25.2418105  |
| Pasul Rosu               | Rumania    | 12C                      | Si        | Cárpatos centrales    | 1250    | 46°46′41″N 25°42′49″E / 46.7779879, 25.71356   |
| Puerto de Certovica      | Eslovaquia | ruta 72                  | Si        | Cárpatos occidentales | 1232    | 48°54′18″N 19°43′57″E / 48.9049032, 19.7325367 |
| Pasul Pohonis            | Rumania    | 176A                     | Si        | Cárpatos centrales    | 1226    | 47°45′30″N 25°12′51″E / 47.7583225, 25.2142726 |
| Pasul Tihuta             | Rumania    | E58                      | Si        | Cárpatos centrales    | 1201    | 47°15′56″N 25°01′03″E / 47.2654544, 25.0174039 |
| Pasul Vartop             | Rumania    | DN75                     | Si        | Cárpatos meridionales | 1200    | 46°31′01″N 22°39′14″E / 46.5170429, 22.6538245 |
| Pasul Bratocea           | Rumania    | 1A                       | Si        | Cárpatos meridionales | 1185    | 45°28′49″N 25°53′46″E / 45.4803655, 25.8960971 |
| Curmatura Stogsoare      | Rumania    | Drumul Cheii             | No        | Cárpatos meridionales | 1180    | N/A                                            |
| Pereval Shurdyn          | Ucrania    | T2609                    | Si        | Cárpatos centrales    | 1175    |                                                |
| Pasul Musat              | Rumania    | DN2D                     | Si        | Cárpatos meridionales | 1157    | 45°57′34″N 26°21′10″E / 45.9593527, 26.3528702 |
| Pasul Ghimes             | Rumania    | 12A                      | Si        | Cárpatos centrales    | 1150    | 46°27′51″N 25°54′36″E / 46.4641246, 25.9100745 |
| Pasul Creanga            | Rumania    | carretera número 15      | Si        | Cárpatos centrales    | 1105    | 46°57′48″N 25°29′21″E / 46.9634698, 25.4892252 |
| Pasul Izvor              | Rumania    | DN175                    | Si        | Cárpatos centrales    | 1105    | 47°43′59″N 25°12′26″E / 47.7330228, 25.2072001 |
| Pasul Sucevita           | Rumania    | ruta 17A                 | Si        | Cárpatos centrales    | 1104    | 47°44′47″N 25°38′03″E / 47.7462905, 25.6341563 |
| Pasul Mestecăniș         | Rumania    | E58                      | Si        | Cárpatos centrales    | 1094    | 47°27′49″N 25°20′31″E / 47.4635084, 25.3419323 |
| Pasul Cavnic             | Rumania    | 109F                     | Si        | Cárpatos centrales    | 1090    | 47°38′15″N 23°54′13″E / 47.6376013, 23.9036513 |
| Pasul Balaj              | Rumania    | 127A                     | Si        | Cárpatos centrales    | 1070    | 46°54′26″N 25°46′53″E / 46.9072486, 25.7813949 |
| Pasul Trei Movile        | Rumania    | ruta 17A                 | Si        | Cárpatos centrales    | 1040    | 47°34′27″N 25°31′17″E / 47.5742037, 25.5214263 |
| Pasul Neteda             | Rumania    | 109F                     | Si        | Cárpatos centrales    | 1039    | 47°40′27″N 23°53′30″E / 47.6740639, 23.891662  |
| Pasul Gutai              | Rumania    | DN18                     | Si        | Cárpatos centrales    | 993     | 47°41′57″N 23°46′16″E / 47.6991585, 23.771     |
| Pasul Turia              | Rumania    | carretera 113            | Si        | Cárpatos centrales    | 950     | 46°07′01″N 25°56′00″E / 46.1169663, 25.9334176 |
| Pasul Casin              | Rumania    | 11B                      | Si        | Cárpatos centrales    | 900     | 46°11′35″N 25°58′23″E / 46.1930399, 25.9731572 |

## Convención sobre la protección de los Cárpatos
La Convención marco para la protección y desarrollo sostenible de los Cárpatos fue firmada en 2003 por los siete Estados participantes, siguiendo un proceso consultivo internacional facilitado por el programa de medio ambiente de Naciones Unidas (UNEP).

## Divisiones

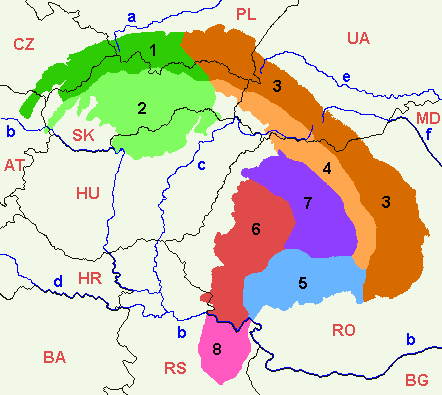
Las diversas partes de los Cárpatos
Grandes divisiones del macizo :
Cárpatos occidentales exteriores
Cárpatos occidentales interiores
Cárpatos orientales exteriores
Cárpatos orientales interiores
Cárpatos occidentales meridionales
Cárpatos occidentales rumanos
Meseta de Transilvania
Cárpatos serbios
Ríos :
- a : Vístula
- b : Danubio
- c : Tisza
- d : Sava
- e : Dniester
- f : Prut
Países :
- CZ : República Checa
- PL : Polonia
- UA : Ucrania
- AT : Austria
- SK : Eslovaquia
- HU : Hungría
- RO : Rumania
- HR : Croacia
- BA : Bosnia-Herzegovina
- RS : Serbia
- BG : Bulgaria

### Divisiones horizontales
- Cárpatos externos (Cárpatos occidentales externos y Cárpatos del este externos, generalmente incl. las depresiones cárpatas externas correspondientes)
- Cárpatos internos (Cárpatos occidentales internos, Cárpatos del este internos y todos los Cárpatos restantes) Una parte importante de los Cárpatos externos occidentales y nororientales se llama tradicionalmente Beskides.